# コインロッカーの女
『コインロッカーの女』（こいんろっかーのおんな、原題：차이나타운 "チャイナタウン"）は、2015年の韓国映画。監督・脚本ハン・ジュニの長編映画初監督作品。第68回カンヌ国際映画祭国際批評家週間出品作品。第16回東京フィルメックス・コンペティション部門および特集上映『未体験ゾーンの映画たち2016』にて上映。

## ストーリー
産まれたばかりの赤子が地下鉄のコインロッカーに放置され、それを保護した警察によって10番のロッカーに入っていたことからイリョン（「10」）と名付けられる。イリョンは仁川のチャイナタウンでヤミ金業者を営む”母”（キム・ヘス）の元に引き取られる。”母”はイリョンのような身寄りのない子どもを引き取って育て上げ、自らの右腕として放火や殺人など手段を問わず金を取り立てさせてチャイナタウンを支配していた。
ある日、”母”の右腕となったイリョン（キム・ゴウン）は債務者の男の家へと取り立てに向かうが、男は外国へ飛んでおり、息子のソッキョン（パク・ボゴム）だけが家に残されていた。純粋で気品のあるソッキョンに次第に惹かれていくイリョンだったが、男から金を回収できないと判断した”母”はイリョンにソッキョンを殺し、臓器を売るように命じる。

## キャスト
- ”母”（マ・ウヒ）：キム・ヘス
- イリョン (馬逸嶺)：キム・ゴウン
- 幼少期のイリョン：キム・スアン
- ウゴン：オム・テグ
- 幼少期のウゴン：ウィ・ハジュン
- パク・ソッキョン：パク・ボゴム
- チド：コ・ギョンピョ
- ソン：イ・スギョン
- 幼少期のソン：パク・ジソ
- ホンジュ：チョ・ヒョンチョル
- 幼少期のホンジュ：ソ・サンソプ

## 受賞
- 第52回百想芸術大賞：映画部門 新人監督賞（ハン・ジュニ）
- 第21回春史大賞映画祭：主演女優賞（キム・ヘス）
- 第19回富川国際ファンタスティック映画祭：富川チョイス長編部門 審査委員特別賞
- 第19回富川国際ファンタスティック映画祭：富川チョイス長編部門 主演女優特別言及（キム・ゴウン）
- 第35回韓国映画評論家協会賞：韓国映画評論家協会選定10大映画賞
- 第35回韓国映画評論家協会賞：主演女優賞（キム・ヘス）
- 第35回黄金映画賞：新人監督賞（ハン・ジュニ）
- 第35回黄金映画賞：女性最優秀演技賞（キム・ヘス）
- 第2回韓国映画制作者協会賞：主演女優賞（キム・ヘス）
- 第45回ジッフォーニ映画祭：Generator+18セクション 最優秀作品賞
- 第45回ジッフォーニ映画祭：Generator+18セクション 特別賞